# Prihod
Prihod, prema metodologiji Međunarodnog monetarnog fonda za statistiku javnih financija GFS 2001. (engl. Government Finance Statistics), predstavlja povećanje neto vrijednosti koje nastaje kao rezultat financijskih transakcija. Prema toj metodologiji, osnovne kategorije koje čine prihode proračuna su sljedeće: porezi, socijalni doprinosi, pomoći i ostali prihodi.